# Llista d'ocells de la Picardia
Aquesta llista d'ocells de la Picardia (encara incompleta) inclou totes les espècies d'ocells observats a la Picardia (departaments d'Aisne, Oise i Somme).
Els ocells s'ordenen per famílies i espècies.

## Phasianidae
- Alectoris barbara
- Alectoris chukar
- Alectoris rufa
- Perdix perdix
- Coturnix coturnix
- Syrmaticus reevesii
- Phasianus colchicus
- Lagopus lagopus scoticus
- Bonasa bonasia

## Odontophoridae
- Colinus virginianus

## Anatidae
- Cygnus olor
- Cygnus atratus
- Cygnus melanocoryphus
- Cygnus bewickii
- Cygnus cygnus
- Anser albifrons
- Anser anser
- Branta bernicla
- Tadorna tadorna
- Anas acuta
- Anas clypeata
- Anas crecca
- Anas penelope
- Anas platyrhynchos
- Anas querquedula
- Anas strepera
- Netta rufina
- Aythya ferina
- Aythya fuligula
- Aythya marila
- Aythya nyroca
- Somateria mollissima
- Clangula hyemalis
- Melanitta fusca
- Melanitta nigra
- Bucephala clangula
- Mergus albellus
- Mergus serrator
- Mergus merganser

## Picidae
- Picus canus
- Picus viridis
- Dryocopus martius
- Dendrocopos major
- Dendrocopos medius
- Dendrocopos minor
- Jynx torquilla

## Upupidae
- Upupa epops

## Alcedinidae
- Alcedo atthis

## Meropidae
- Merops apiaster

## Cuculidae
- Cuculus canorus

## Apodidae
- Apus apus

## Tytonidae
- Tyto alba

## Strigidae
- Asio flammeus
- Asio otus
- Athene noctua
- Otus scops
- Strix aluco

## Caprimulgidae
- Caprimulgus europaeus

## Columbidae
- Columba oenas
- Columba palumbus
- Streptopelia decaocto
- Streptopelia turtur

## Rallidae
- Rallus aquaticus
- Porzana parva
- Porzana porzana
- Porzana pusilla
- Gallinula chloropus
- Fulica atra

## Accipitridae
- Accipiter gentilis
- Accipiter nisus
- Buteo buteo
- Circaetus gallicus
- Circus aeruginosus
- Circus cyaneus
- Circus pygargus
- Milvus migrans
- Milvus milvus
- Haliaeetus albicilla
- Pernis apivorus
- Hieraaetus pennatus
- Pandion haliaetus

## Falconidae
- Falco columbarius
- Falco peregrinus
- Falco subbuteo
- Falco tinnunculus

## Podicipitidae
- Podiceps auritus
- Podiceps grisegena
- Podiceps cristatus
- Podiceps nigricollis
- Tachybaptus ruficollis

## Sulidae
- Morus bassanus

## Phalacrocoracidae
- Phalacrocorax aristotelis
- Phalacrocorax carbo

## Ardeidae
- Ardea cinerea
- Ardea purpurea
- Ardea alba
- Ardeola ralloides
- Bubulcus ibis
- Egretta garzetta
- Botaurus stellaris
- Ixobrychus minutus
- Nycticorax nycticorax

## Threskiornithidae
- Platalea leucorodia
- Threskiornis aethiopicus

## Ciconiidae
- Ciconia ciconia
- Ciconia nigra

## Gaviidae
- Gavia stellata
- Gavia arctica
- Gavia immer

## Procellariidae
- Fulmarus glacialis
- Calonectris diomedea
- Puffinus gravis
- Puffinus griseus
- Puffinus yelkouan mauretanicus
- Puffinus puffinus
- Hydrobates pelagicus
- Oceanodroma leucorhoa

## Scolopacidae
- Arenaria interpres
- Limosa limosa
- Numenius arquata
- Calidris alpina
- Actitis hypoleucos
- Philomachus pugnax
- Tringa totanus
- Gallinago gallinago
- Scolopax rusticola

## Burhinidae
- Burhinus oedicnemus

## Charadriidae
- Haematopus ostralegus
- Himantopus himantopus
- Recurvirostra avosetta
- Charadrius alexandrinus
- Charadrius dubius
- Charadrius hiaticula
- Pluvialis apricaria
- Vanellus vanellus

## Laridae
- Larus argentatus
- Larus fuscus
- Larus ridibundus
- Larus marinus
- Rissa tridactyla
- Sterna nilotica
- Sterna albifrons
- Sterna dougallii
- Sterna hirundo
- Sterna paradisaea
- Sterna sandvicensis
- Chlidonias hybridus
- Chlidonias niger
- Alca torda
- Fratercula arctica
- Uria aalge

## Laniidae
- Lanius collurio
- Lanius excubitor
- Lanius minor
- Lanius senator

## Corvidae
- Corvus monedula
- Corvus corax
- Corvus corone
- Corvus frugilegus
- Garrulus glandarius
- Pica pica
- Pyrrhocorax pyrrhocorax
- Oriolus oriolus

## Cinclidae
- Cinclus cinclus

## Muscicapidae
- Turdus merula
- Turdus torquatus
- Turdus iliacus
- Turdus philomelos
- Turdus pilaris
- Turdus viscivorus
- Muscicapa striata
- Ficedula hypoleuca
- Erithacus rubecula
- Luscinia megarhynchos
- Luscinia svecica
- Phoenicurus ochruros
- Phoenicurus phoenicurus
- Saxicola rubetra
- Saxicola rubicola
- Oenanthe oenanthe

## Sturnidae
- Sturnus vulgaris

## Sittidae
- Sitta europaea

## Certhiidae
- Certhia brachydactyla
- Nannus troglodytes

## Paridae
- Periparus ater
- Parus major
- Cyanistes caeruleus
- Lophophanes cristatus
- Poecile palustris

## Aegithalidae
- Aegithalos caudatus

## Hirundinidae
- Delichon urbica
- Hirundo rustica
- Riparia riparia

## Regulidae
- Regulus ignicapillus
- Regulus regulus

## Cisticolidae
- Cisticola juncidis

## Sylviidae
- Cettia cetti
- Locustella luscinioides
- Locustella naevia
- Acrocephalus arundinaceus
- Acrocephalus palustris
- Acrocephalus schoenobaenus
- Acrocephalus scirpaceus
- Hippolais polyglotta
- Phylloscopus bonelli
- Phylloscopus collybita
- Phylloscopus sibilatrix
- Phylloscopus trochilus
- Sylvia atricapilla
- Sylvia borin
- Sylvia communis
- Sylvia curruca
- Sylvia undata
- Panurus biarmicus

## Alaudidae
- Alauda arvensis
- Calandrella brachydactyla
- Galerida cristata
- Lullula arborea

## Passeridae
- Passer domesticus
- Passer montanus
- Anthus campestris
- Anthus petrosus
- Anthus pratensis
- Anthus trivialis
- Motacilla alba
- Motacilla cinerea
- Motacilla flava
  - Motacilla flava flavissima
- Prunella modularis

## Fringillidae
- Carduelis cannabina
- Carduelis carduelis
- Carduelis chloris
- Carduelis spinus
- Serinus serinus
- Fringilla coelebs
- Pyrrhula pyrrhula
- Loxia curvirostra
- Coccothraustes coccothraustes
- Emberiza cirlus
- Emberiza citrinella
- Emberiza hortulana
- Emberiza schoeniclus
- Emberiza calandra[1]